# 凯文·麦卡锡 (演员)
凯文·麦卡锡（英語：Kevin McCarthy，1914年2月15日—2010年9月11日）是一名美国演员，出演过200多部电视剧和电影，其中包括不少恐怖片，曾因1951年的《推销员之死》获金球奖年度最佳新星奖，并获奥斯卡最佳男配角奖提名。

## 生平
他出生于美国华盛顿州西雅图，其父是明尼苏达州一个富有的爱尔兰家家族成员。1932年他自威斯康辛州普雷里德欣的坎皮恩高中（Campion High School）毕业，进入明尼苏达大学学习，并开始演艺生涯。二战期间，他入伍美国空军。战后继续演戏，因1951年的《推销员之死》获金球奖，因此名声大噪。2010年9月11日，他因肺炎在马萨诸塞州的科德角医院逝世，享年96歲。